# خطة الجوع
خطة الجوع هي خطة نفذت علي يد الجيش النازي خلال الحرب العالمية الثانية للاستيلاء علي الطعام من الاتحاد السوفييتي واعطائها للجنود الألمان والشعب أيضا، وقد نتج عن هذه الخطة موت الملايين من «الأقل عرقا» من الجوع وأيضا عملية باربوسا عام 1941 والتي تسببت في غزو الاتحاد السوفييتي. وكان الهدف من تلك الخطة هو الدعم الحربي والحفاظ علي الأسلوب المتبع للحصول علي الطعام من الأراضي المحتلة بأي ثمن، وذلك لأن ألمانيا لم يكن لديها الاكتفاء في عرض الطعام. لقد كانت مجاعة مهندسة، مخططة ومنفذة كسياسة. وتم تطوير تلك الخطة خلال مرحلة التخطيط للجيش الألماني لابعاد متطلبات الطعام الأوكرانية عن وسط وشمال روسيا وادراجها لصالح الجيش المحتل الغازي والسكان في ألمانيا. وقد نتج عن هذه العملية موت ملايين البشر. وقد ذكرت هذه الخطة كخطة قتل جماعي في عدة ملفات واهمها «ملف جورنج الأخضر» والذي ذكر موت من 20 الي 30 مليون روسي تقريبا بسبب العمليات العسكرية وأزمات عرض الطعام.